# Ушакова Валентина Андріївна
Валентина Андріївна Ушакова (? — ?) — українська радянська діячка, новатор виробництва, машиніст підйомної машини шахтоуправління № 2 тресту «Красноармійськвугілля» Сталінської (Донецької) області. Депутат Верховної Ради УРСР 5-го скликання.

## Біографія
З жовтня 1943 року — робітниця, лебідниця шахтоуправління № 2 тресту «Красноармійськвугілля» смт. Новоекономічне Красноармійського району Сталінської (Донецької) області. Закінчила курси машиністів підйомних машин.
З кінця 1940-х років — машиніст підйомної машини шахтоуправління № 2 тресту «Красноармійськвугілля» смт. Новоекономічне Красноармійського району Сталінської (Донецької) області.

## Нагороди
- медалі
- почесна Грамота Президії Верховної Ради УРСР (7.03.1960)